# Taft Bridge
Le Taft Bridge – également appelé Connecticut Avenue Bridge ou William Howard Taft Bridge – est un pont en arc à Washington, la capitale des États-Unis. Situé au sein du Rock Creek Park, ce pont routier terminé en 1907 permet le franchissement de la Rock Creek ainsi que de la Rock Creek and Potomac Parkway par la Connecticut Avenue. Il est inscrit au Registre national des lieux historiques depuis le 3 juillet 2003.